# Isabel Kreitz
Isabel Kreitz (Hamburgo, 1967) es una historietista alemana. En 1997 el Festival Internacional del Cómic de Hamburgo la galardonó con el premio a la mejor historietista en idioma alemán.
Después de estudiar en Hamburgo continuó su formación en la Parsons The New School for Design en Nueva York, donde estuvo medio año. A su regreso a Alemania empezó a dibujar las tiras Ottifanten y Heiß und fettig. Entre 2005 y 2007 impartió clases en el Comic-Seminar de Erlangen.

## Premios
- 1997 Mejor historietista en lengua alemana, Festival Internacional del Cómic de Hamburgo
- 2008: Premio Max und Moritz, mejor cómic infantil y juvenil por Der 35. Mai – als Comic
- 2008: Premio Sondermann por Die Sache mit Sorge
- 2011: Premio Sondermann por Haarmann
- 2012: Premio Max und Moritz, mejor artista en lengua alemana

## Obra (selección)
- 1994 Schlechte Laune
- 1994 Heiss und fettig
- 1995 Ohne Peilung
- 1995 Ralf lebt!
- 1996 Die Entdeckung der Currywurst
- 1996 Unter uns
- 1997 Totenstill
- 1998 Waffenhändler
- 2000–2002 Mabuse
- 2001 Die Leidenschaft des Herrn Lühr: Spezialauftrag in Bolivien
- 2003 Gier
- 2004 Sushi entdecken, junto con Junko Iwamoto
- 2006 Der 35. Mai – als Comic
- 2006 Die Kunst Single! zu sein. 50 Tricks für SIE, die IHN todsicher vergraulen, junto con Pim Pauline Overgaard
- 2008 Die Sache mit Sorge – Stalins Spion in Tokio
- 2009 Pünktchen und Anton
- 2010 Haarmann, junto con Peer Meter
- 2011 Deutschland. Ein Bilderbuch
- 2012 Emil und die Detektive
- 2013 Der Laden
- 2014 Häschen in der Grube
- 2015 Rohrkrepierer